# Monuments nationaux d'Olovo
Cet article recense les monuments nationaux situés sur le territoire de la municipalité d'Olovo en Bosnie-Herzégovine et dans la fédération de Bosnie-et-Herzégovine. La liste établie par la Commission pour la protection des monuments nationaux compte 9 monuments nationaux inscrits sur la liste principale.

## Monuments nationaux
| Monument                             | Localité             | Géolocalisation | Datation                                   | Commentaire éventuel                                                                           | Photo |
| ------------------------------------ | -------------------- | --------------- | ------------------------------------------ | ---------------------------------------------------------------------------------------------- | ----- |
| Église Notre-Dame d'Olovo            | Olovo                |                 | XVe siècle ; remaniements au XXe siècle    | Avec les biens mobiliers                                                                       |       |
| Mosquée en bois de Solun             | Solun                |                 | 1546 ; remaniements aux XIXe et XXe siècle |                                                                                                |       |
| Pont romain à Klinčići               | Klinčići             |                 | Antiquité ?                                | Sur la rivière Orlja                                                                           |       |
| Nécropole de Mramorje (Moguš)        | Solun-Moguš          |                 | Moyen Âge                                  | Avec 6 stećci                                                                                  |       |
| Nécropole de Navitak                 | Boganovići           |                 | Moyen Âge                                  | Avec 37 stećci                                                                                 |       |
| Nécropole de Mramor                  | Klinčići-Musići      |                 | Moyen Âge                                  | Avec 5 tombes et 80 stećci                                                                     |       |
| Nécropole de Mramorje (Lavšići)      | Olovske Luke-Lavšići |                 | Moyen Âge, période ottomane                | Avec 46 stećci et les vestiges d'un vieux cimetière ottoman avec des stèles (nisans)           |       |
| Site historique de Bakići Donji      | Bakići               |                 | Moyen Âge, période ottomane                | Nécropole avec 69 stećci, les vestiges de l'église Saint-Roch et des stèles ottomanes (nisans) |       |
| Vieille mosquée en bois de Miljevići | Gurdići-Miljevići    |                 | XVIIIe siècle ? ; rénovée en 1936          | Site et vestiges                                                                               |       |